# Dane Pavlica
Dane Pavlica (Počitelj, 1931. – Požega, 2005.) bio je prosvjetni radnik, povjesničar i publicist.
Osnovnu školu završio je u rodnom mjestu, učiteljsku u Gospiću, Višu pedagošku školu (hrvatskosrpski i ruski jezik) u Zagrebu, studij srpskohrvatskog jezika i južnoslavenskih književnosti na Filološkom fakultetu u Beogradu. Doktorat društveno-humanističkih znanosti, polje pedagogije, stekao je na Filozofskom fakultetu Sveučilišta u Zagrebu 1986. godine.
Do 1960. godine radio je kao učitelj u Granicama i Londžici, nedaleko od Našica, zatim u Slavonskoj Požegi kao referent za prosvjetu Kotara i Općine, potom kao nastavnik hrvatskosrpskog jezika, direktor škole, a nakon toga predsjednik Komiteta za društvene djelatnosti Općine Slavonska Požega. Primljen je u Centar za društvena istraživanja Slavonije i Baranje u Slavonskom Brodu, odnosno Centar za povijest Slavonije i Baranje. Umirovljen je u zvanju višeg znanstvenog suradnika (izvanrednog profesora) 1991. godine.
Kao učitelj istaknuo se u kulturnom, prosvjetnom i političkom radu te zdravstvenom prosvjećivanju. Sudjelovao je s dramskim, literarnim i novinarskim grupama na pokrajinskim, republičkim te saveznim natjecanjima i smotrama. Pisao je anegdote, crtice, kratke priče, novele, pjesme i scenarije. Priređivao je kazališne predstave i izložbe tematski vezane uz Drugi svjetski rat.  Snimao je priloge za radio u Gospiću, Osijeku, Požegi, Zagrebu i Beogradu te priloge za TV Beograd i Zagreb.
Bavio se znanstvenim istraživanjem školskog sustava i kulture u Drugom svjetskom ratu na području Slavonije i Like. Objavio je više od dvije stotine novinskih i književnih tekstova, predgovora, uvodnika, osvrta, prikaza, recenzija, stručnih i znanstvenih radova. Sudjelovao je u radu brojnih znanstvenih simpozija, stručnih skupova, okruglih stolova i javnih diskusija. Bio je urednik niza knjiga časopisa, zbornika, listova i drugih publikacija. U slobodno vrijeme bavio se enigmatikom i fotografiranjem.

## Djela
Objavio je opsežnije samostalne publikacije i knjige: 
- Sa Papuka sa planine (1969.)
- Sa Papuka sa Planine, prošireno izdanje (1974.)
- Anegdote NOB (1979.)
- Partizanske škole na Papuku (1981.)
- Prosvjeta na Dilju u NOB (1984.)
- Ratna generacija učitelja (1986.)
- Prosvjeta u Lici u NOB (1987.)
- Milka Dražić, narodna i partizanska učiteljica (1987.)
- Kronologija događaja u Požeškoj kotlini 1941. (1991.)

U rukopisu su ostale knjige: Stratišta na Papuku i Psunju1942. i U vatrama – Počitelj (1263. – 1993.). Potonja je objavljena u izdanju Povijesnog društva Požega krajem 2021.
Knjiga Dane Pavlice Stratišta na Papuku i Psunju 1942. publicirana je 2007. godine u Beogradu s promijenjenim naslovom Stratišta oko Papuka i Psunja. Rukopis Dane Pavlice nije korektno pretipkan. Bez suglasnosti nasljednika umetnuti su i tekstovi koje nije napisao Dane Pavlica.
Vinko Tadić, Sat povijesti i čas (h)istorije, Povijesno društvo Požega, 2020., str. 107–110.  